# Obukhiv
Obukhiv' (ukrainsk: Обухів) er en by i Kyiv oblast (provins) i Ukraine. Byen har en befolkning på omkring 33.443 (2021)..
Administrativt er den en by af regional betydning. Obukhiv er også et administrativt center i Obukhiv rajon, selvom den ikke tilhører regionen. To andre nærliggende landsbyer, Lendy og Tatsenky, er underlagt Obukhiv kommune. Byen har et Holodomormindesmærke (hungerkatastrofen i begyndelsen af 1930'erne), og i 2009 fjernede den kommunale administration Lenin-monumentet, som gentagne gange blev vandaliseret. Den ligger 178 km syd - sydøst for Tjernobyl.

## Galleri
- Byparken
- Holodomor monument i Obukhiv, Ukraine.
- Gammel mølle ved Holodomormonumentet i Obukhiv, Ukraine.
- Monument for digteren Andriy Malyshko